# 周符麟
周符麟（1855—？），字祥庭，奉天义州人（今辽宁省阜新市清河门区）人，清末民初军事将领。

## 生平
1885年，应招为清兵。1894年（光绪二十年），周符麟转入定武军炮队，后入新建陆军学堂肄业。曾历任管带、标统。1907年12月，升为陆军第六镇步十二协协统。1911年遭陆军第六镇统制吴禄贞解职，吴禄贞遇刺身亡后官复原职。。
辛亥革命爆发后，曾参加段祺瑞等要求共和第一电、段祺瑞等要求共和第二电。1912年后，曾任第6师第11旅旅长、河南省洛阳巡防营统领。1917年至1922年，任直隶省冀南镇守使。1912年10月，授陆军少将，1913年1月加中将衔，1916年4月，授陆军中将，1924年4月17日，获授将军府“钤威将军”。